# Lingulă sfenoidală
Lingula sfenoidală (lingula sphenoidalis), o lamelă osoasă subțire și ascuțită, care se dirijează posterolateral de la nivelul marginii mediale a aripii mari a osului sfenoid și prezintă: 
◦ față medială care formează, împreună cu vârful părții petroase a osului temporal și cu corpul osului sfenoid, apertura internă a canalului carotidian (apertura interna canalis carotici)
◦ față laterală care delimitează anteromedial foramenul lacerum. 